# مسعود سليماني
مسعود سليماني (مواليد سبتمبر 1970) هو باحث وعالم إيراني بارز في علم الدم والخلايا الجذعية. وهو أستاذ في جامعة طهران وجامعة تربية مدرس، وكان له تعاون مع أشهر المؤسسات العلمية العالمية. في 7 أكتوبر 2018 سافر سليماني إلى الولايات المتحدة بدعوة من مؤسسة مايو كلينيك لإجراء بحوث تخصصية، لكن فور وصوله إلى الأراضي الأميركية اعتقلته قوات تابعة لمكتب التحقيقات الفيدرالي الأميركي بتهمة الالتفاف على الحظر الأمريكي.
وقد مكث بالحجز 14 شهرا. ثم تم اطلاق سراحه في 7 ديسمبر 2019، في عملية تبادل للأسرى بين البلدين. حيث أطلقت إيران سراح الطالب شيوي وانغ مقابل الإفراج عنه.  وقد كان شيوي وانغ مواطن أميركي مسجون في إيران منذ عام 2016 بتهمة التجسس، حيث زُعم أنه سعى للوصول إلى معلومات سرية في مكتبات طهران، ودفع آلاف الدولارات للوصول إليها، وقام بتسجيل ديجيتالي ل 4500 صفحة من وثائق الدولة.

## السيرة الذاتية
ولد مسعود سليماني في سبتمبر 1970 في أصفهان، إيران. بدأ دراسته الجامعية في مجال علم الدم في جامعة طهران. ثم واصل دراسته في مجال علم الدم المخبري وبنك الدم في جامعة تربية مدرس، حتى أن حصل على شهادة الدكتوراه في عام 2004. ثم أصبح من أعضاء هيئة التدريس في جامعة تربية مدرس. وفقًا لموقع سكوبس، ألف سليماني 12 كتابًا و580 مقالًا، وتم نشر 16٪ منها دوليًا، وتم الاستشهاد بمنشوراته 8591 مرة، وأصبح له مؤشر إتش بـ 42. في عام 2015 تم تصنيفه ضمن أفضل 100 عالم على مستوى العالم بناءً على تقييم مؤسسة ISI. كما تم اختياره كأفضل أستاذ في البلاد خلال عام 2015. أجرى سليماني العديد من الأبحاث حول الخلايا الجذعية ونخاع العظام والحبل السري، وكان له تعاون واسع مع أشهر المؤسسات العلمية العالمية.

## اعتقاله في الولايات المتحدة
سافر مسعود سليماني إلى الولايات المتحدة بدعوة من مؤسسة مايو كلينيك في روتشيستر بولاية مينيسوتا، لإجراء بحوث تخصصية في مجال علاج مرضى السكتة الدماغية وذلك في إطار زمالة بحثية، لكن اعتقلته قوات تابعة لمكتب التحقيقات الفيدرالي الأميركي (FBI) في 7 أكتوبر 2018، داخل المطار فور وصوله إلى الأراضي الأميركية. وقد اتهمته الولايات المتحدة هو واثنان من طلابه السابقين بالتآمر ومحاولة تصدير المواد البيولوجية من الولايات المتحدة إلى إيران من دون تصريح.
لكن أعلن المحامون أن موكليهم لم يرتكبوا أي خطأ وجادلوا بأنه لم يكن مطلوبًا ترخيص محدد لتلك الأبحاث، لأن البروتينات  هي مواد طبية وأن إحضارها إلى إيران لأغراض غير تجارية لا يصل إلى حد تصدير البضائع.
ثم تم الإفراج عن طلابه الاثنين بكفالة، لكنه بقي محتجزًا بتهمة انتهاك العقوبات الأميركية. وعادة تؤدي هذه النوع من الجرائم الي دفع غرامة، لكن في هذه الحالة يبدوا أن حكم السجن كان بدوافع سياسية. كما قال كليف بيرنز، المحامي والمتخصص في قانون الأمن القومي في واشنطن:«لا أرى أي دليل على وجود نية إجرامية هنا».
مكث الدكتور سليماني بالحجز 14 شهرا في سجن دايتون بمدينة أتلانتا في ولاية جورجيا. وخلال هذه الفترة أعلنت عائلته أنه يعاني من مرض متلازمة القولون المتهيج، مشيرة إلى أن سلطات السجن رفضت استقبال الأدوية التي أرسلت إليه من خلال السفارة الباكستانية التي ترعى المصالح الإيرانية بالولايات المتحدة، وأنه فقد 15 كيلوغراماً من وزنه، وبات يعاني من ضعف شديد في البصر.

## الإفراج عنه
في 7 ديسمبر 2019 قامت طهران وواشنطن بعملية تبادل سجناء بوساطة سويسرية، تم بموجبها مبادلة مسعود سليماني  بطالب الدكتوراه، شيوي وانغ، الذي يحمل الجنسيتين الأمريكية والصينية، والذي تم اعتقاله في طهران عام 2017 بتهمة التجسس، وحكمت عليه السلطة القضائية الإيرانية بالسجن لعشر سنوات.
وقد نفت الحكومة الإيرانية أن يكون تبادل السجناء نتيجة لمفاوضات بين البلدين اللتين لا يقيمان علاقات دبلوماسية منذ 1980. وصرح المتحدث باسم الحكومة الإيرانية «لقد كانت هذه مجرد عملية تبادل... ونحن مستعدون للتحرك بشأن عمليات التبادل، ولكن لم تكن هناك مفاوضات».
وصل الدكتور سليماني مساء ذلك اليوم إلى طهران قادما من سويسرا برفقة وزير الخارجية الإيراني، جواد ظريف، وقد شهد مطار طهران استقبالا حافلا له. وفي 8 ديسمبر 2019، بعد يوم من تبادل السجناء، وجه الرئيس الأمريكي دونالد ترامب، الشكر إلى إيران لقيامها بـ«مفاوضات منصفة جدا» وقال:«أرأيتم، يمكننا عقد صفقة معًا!».